# Myrmica laurae
Myrmica laurae là một loài kiến được tìm thấy ở Ý